# Langues de Star Wars
Plusieurs langues ont été créées pour l'univers fictif de Star Wars. Elles reflètent souvent le caractère des espèces qui les utilisent.

## Concept et création
Contrairement à certaines langues fictives, celles de Star Wars n'ont pas été conçues avec une grammaire, une syntaxe élaborée. Le but était principalement de renforcer l'idée d'exotisme des différents peuples montrés dans la saga et non de permettre une traduction totale des répliques.

## Basic
Parmi les milliers de langues répertoriées, le basic, parfois appelé en version française basique, est le parler standard et la langue véhiculaire galactique par excellence. Dans les films de la saga Star Wars, les dialogues rendus dans la langue du public correspondent à ceux qui, en termes de fiction, sont donnés comme se déroulant en basic.

L'alphabet du basic : Aurebesh

L'alphabet du basic est appelé Aurebesh,. Son nom provient des deux premières lettres de cet alphabet, Aurek (A) et Besh (B). Tandis que le basic ne peut être utilisé que par les créatures possédant le système phonatoire approprié (les Wookiees, par exemple, sont dans l'incapacité de parler le basic), l’Aurebesh peut être employé à l’écrit par toute créature capable d'écrire manuellement ou par la médiation d'une interface. L'Aurebesh n'est ni plus ni moins qu'un alphabet latin exotisé, toutefois dépourvu de signes diacritiques et doté d'une seule casse de caractères.

## Mando'a
Le mando'a est la langue parlée par les mandaloriens, avec le basic.
Certaines traductions de répliques en mando'a sont connues :
- Akaanir : Combattre
- Naak : Paix
- Naastar : Détruire
- Beskar'gam : Armure
- Narudar : L'ennemi de ton ennemi
- Kyr'tsad : Death Watch (organisation qui souhaite poursuivre l'histoire guerrière de Mandalore)

## Huttese

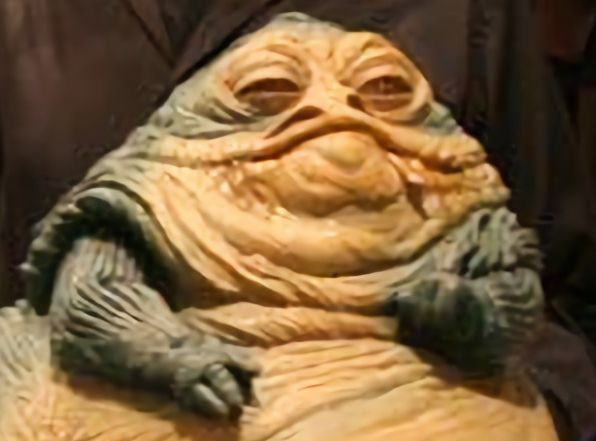
Jabba le Hutt, premier pratiquant majeur du huttese présent dans Star Wars

Le huttese est la langue parlée par les hutts, et par extension dans tout l'Espace hutt et les zones marquées par la criminalité et influencées par les hutts.
Certaines traductions de répliques en huttese sont connues :
- Chuba ! : Eh, toi !
- Pateesa : Ami
- Moulee-rah : Argent
- Boska ! : Allons-y !
- Mee jewz ku ! : Au revoir !
- H'chu apenkee ! : Bonjour ![8]

Le huttese est inspiré du quechua pré-colombien.

## Jawaese et langage commercial jawa
Le jawaese est la langue que les jawas utilisent lorsqu'ils se parlent entre eux. Ils utilisent avec les autres peuples le langage commercial jawa.
Une traduction de réplique en jawaese est connue :
- M'um m'aloo ! : Bonjour ![8]

Certaines traductions de répliques en langage commercial jawa sont connues :
- Mob un loo ? : Combien ?
- Mombay m'bwa : C'est à moi
- Tandi kwa ! : Rends-moi ça !
- Utinni ! : Venez ! ou Allons-y !
- Togo togu ! : Bas les pattes !
- Omu'sata : Tais-toi

La langue jawa est inspirée de langues africaines, notamment le zoulou.

## Tusken
Les pillards tusken parlent à base de rugissements et de grognements inintelligibles pour la plupart des individus d'autres espèces.
Certaines traductions de répliques en tusken sont connues:
- Aarrk ! est un cri de victoire utilisé à la capture de prisonniers.
- Huurrugh ! : Fuyons !
- Uli-ah : Enfant
- Urtya : Tente légère
- Urorrur'r'r est le titre de chef Tusken.
- Arrgh ! : Bonjour ![8]

## Ewokese
L'ewokese est la langue parlée par les ewoks.
Certaines traductions de répliques en Ewokese sont connues:
- Yaa-yaah ! : Bienvenue !
- Yub nub ! : Hourra !
- Iii chiii wa maa ! : Wow !

L'ewokese est inspiré de langues mongoles.

## Autres langues
Plusieurs autres langues sont pratiquées dans la Galaxie, dont :
- le cheunh, utilisé par les chiss[a 1].
- le durese, utilisé par les duros[a 2].
- le gamorréen, utilisé par les gamorréens[a 3].
- le géonosien, utilisé par l'espèce homonymee, basé sur des claquements des mandibules[13].
- le hapan, utilisé par les humains de hapes[a 4].
- le honoghran, utilisé par les hoghri[a 5].
- l'ithorese, utilisé par les ithoriens[a 6].
- le kaleesh, utilisé par les kaleesh[a 7].
- le kaminoen, utilisé par les kaminoens[a 8].
- le mustafarien, utilisé par les mustafariens[a 9].
- le muun, utilisé par les muuns[a 10].
- le nagaian, utilisé par les nagai[a 11].
- le pak pak, ou neimodien, utilisé par les neimodiens[a 12].
- le rakatan, utilisé par les rakatas[a 13].
- le rattataki, utilisé par les rattataki[a 14].
- le rodese, utilisé par les rodiens[14].
- le shadda-bi, utilisé par les shadda-bi-borans[a 15].
- le shyriiwook, utilisé par les wookies[15].
- le sullustese, utilisé par les sullustéens. Il est répandu dans toute la Galaxie[14].
- le sy Bisti, utilisé dans l'Espace sauvage. Les chiss communiquent avec les autres espèces par l'intermédiaire de cette langue[14].
- l'ysannan, utilisé par les humains d'Ossus[a 16].

## Accueil
L'Aurebesh est devenu un symbole de Star Wars, au point qu'il était possible de traduire des phrases dans cette langue sur Google Traduction pour la promotion du Réveil de la Force.
Il est possible de lire Le Petit Prince d'Antoine de Saint-Exupéry en Aurebesh,.